# Ločidlo čertovo lejno

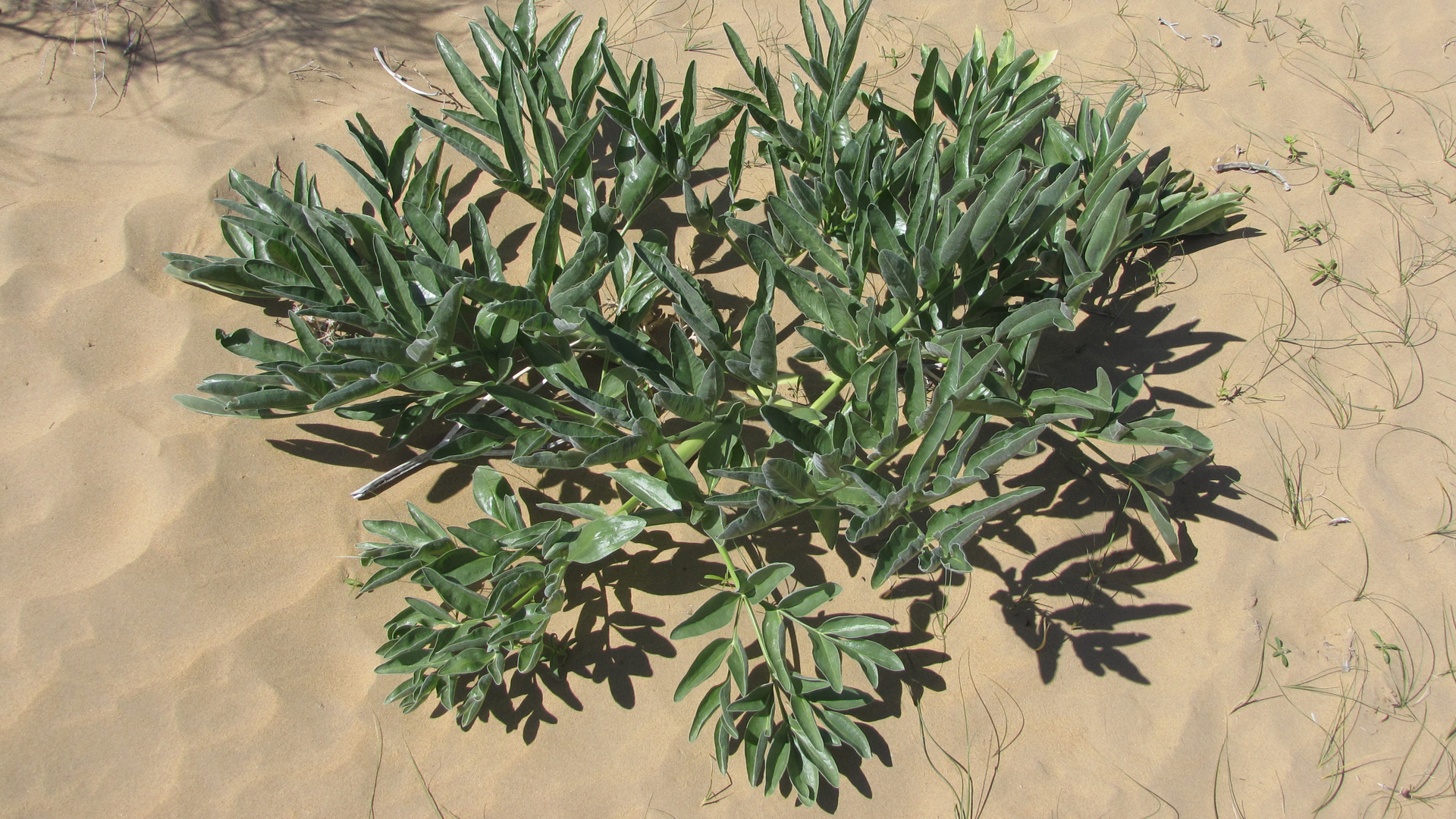
Listová růžice

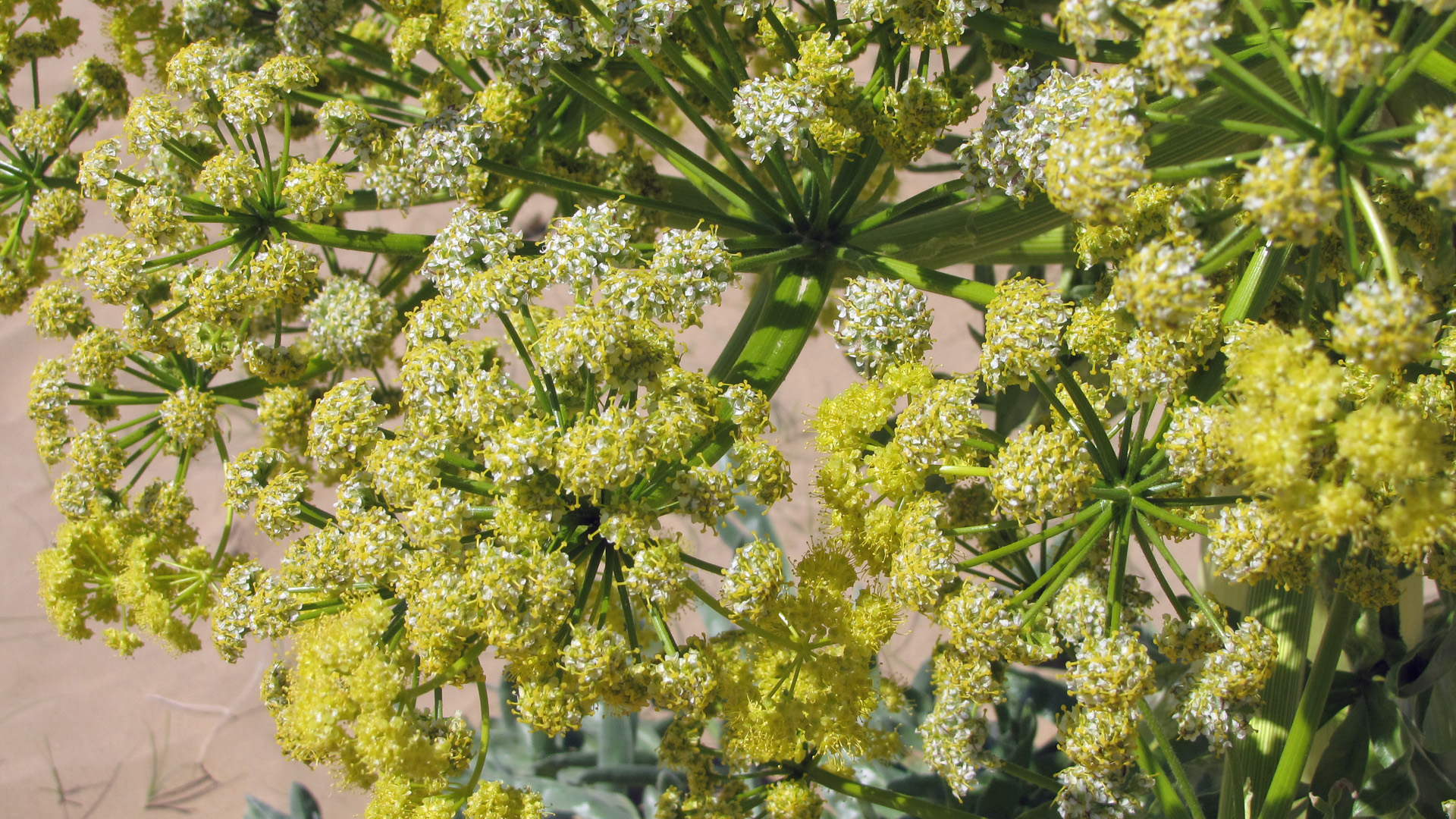
Květenství

Ločidlo čertovo lejno (Ferula assa-foetida) je západoasijská, vytrvalá rostlina, vysoká průměrně 1,5 metru, kvetoucí mnoha drobnými, nažloutlými kvítky sestavenými do okolíků. Vzhledově vypadá jako klasická miříkovitá rostlina (fenykl, mrkev, petržel) obřích parametrů. Neobvyklé druhové jméno „čertovo lejno“ získala po pryskyřici (latinsky gummi-resina asa foetida) vytékající z poraněného kořene prosáklého mléčnou tekutinou, která na vzduchu tuhne v hnědou, nepříjemně zapáchající i silně nechutnou hmotu, jež má v tradičních asijských medicínách léčivé účinky.
Rostlina pochází z oblasti na rozhraní Íránu a Afghánistánu, kde původně roste v nadmořské výšce okolo 1000 m na rozlehlých pláních s písčitou půdou. Odtud byla již v prvém tisíciletí rozšířena do Indie, Číny i Egypta.

## Ekologie
Monokarpická rostlina, které v prvých létech na jaře vyrůstá z tlustého kořene pouze růžice velkých listů. Teprve v pátém roce (řidčeji i později), až kořen nastřádá dostatek živin, vyroste vysoká květonosná lodyha, která se vyvíjí poměrně rychle. Asi za šest týdnů od vyrašení lodyhy jsou již zralá semena a lodyha, stejně jako celá rostlina, umírá.
Bylina není na kvalitu půdy příliš náročná, potřebuje jen dobře odvodněné a plně osluněné stanoviště, původně roste ve výše položených místech ve stepích a na okrajích polopouští. Nejlépe se ji daří na místech s hlubokou a výživnou půdou, tam dorůstá do větší velikosti a při dostatku živin i dřív vykvétá. Starší rostliny snáší při přezimování krátkodobý pokles teplot až na −5 °C.
Pro získání drogy se rostlinám pěstovaným na plantážích ještě před rozkvětem částečně odkope kořen a jeho vrchol i s lodyhou se odříznou. Kořen roní na řezu mléčnou šťávu, která na vzduchu tuhne a tmavne. S odstupem několika dnů se vyteklá pryskyřice vždy seškrabává, a pokud již nevytéká, odřezávají se z vrcholu kořene další plátky. Místo odběru se po celou dobu stíní před sluncem. Sběr pryskyřice a krájení kořene se opakuje, dokud se výtok nezastaví, trvá až dva měsíce po prvém řezu. Získaná pryskyřice obsahuje četné silice, kyseliny i sacharidy.

## Popis

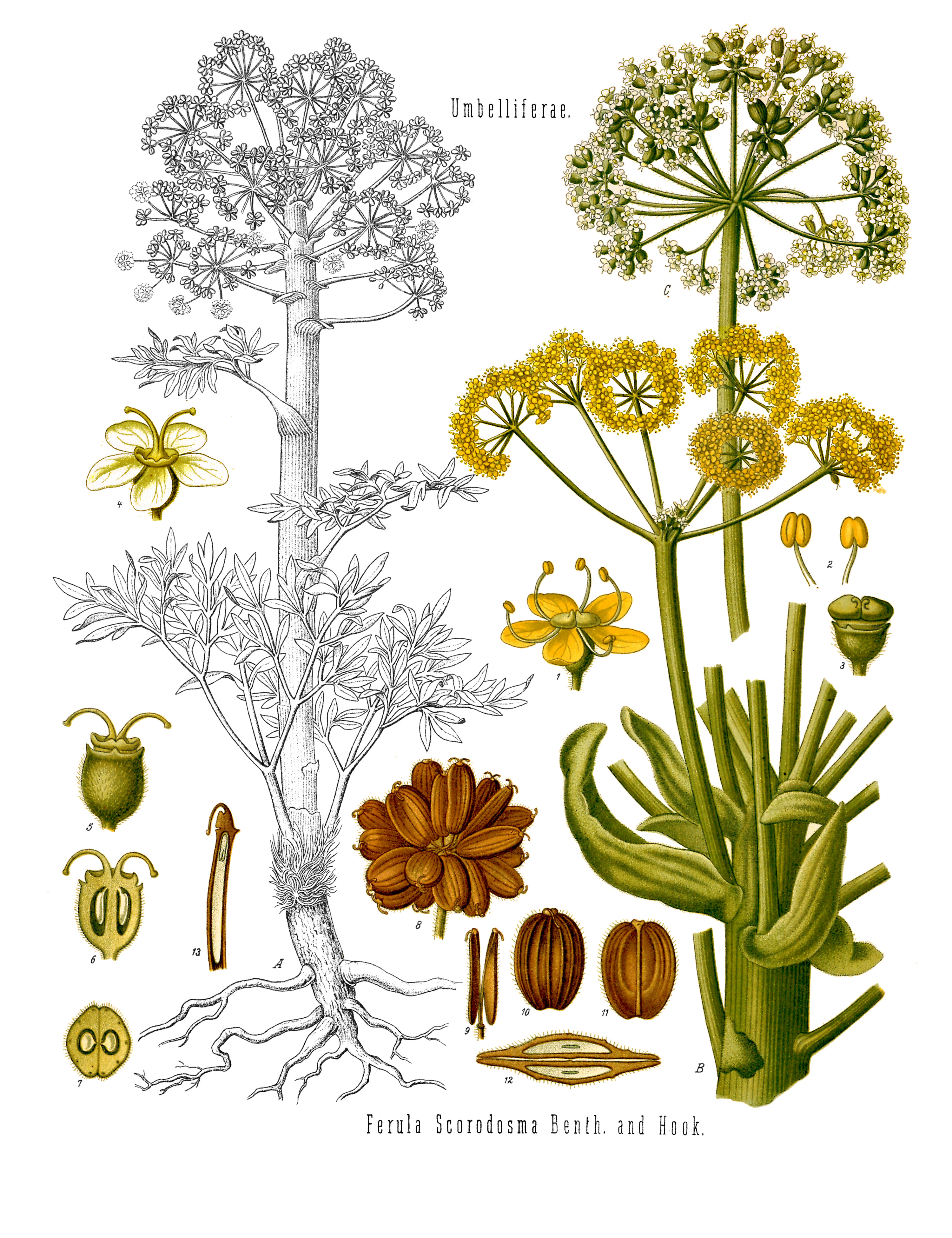
Zobrazení byliny

Ze silného, řepovitě ztloustlého kořene vyrůstá přízemní růžice tři až čtyřikrát zpeřených listů s kopinatými úkrojky. Obvykle v pátém roce, kdy kořen dosáhne průměru 12 až 15 cm a délky 30 až 40 cm, roste z růžice květonosná lodyha. Bývá vysoká 1 až 2 m a tlustá jako lidská paže; je pevná, přímá a v horní části silně větvená. Vespod je střídavě porostlá listy podobnými přízemním, jež se ale směrem vzhůru zmenšují, až jsou zredukované na pouhé pochvy. Listy, lodyha i kořen při poranění odporně páchnou.
Na koncích rozvětvené lodyhy vyrůstají v bohatých, kompaktních složených okolících drobné, pětičetné květy, z nichž je většina oboupohlavných. Kališní lístky jsou sotva patrné, volné korunní lístky jsou žlutě zbarvené, prašníky nese pět tyčinek a dvouplodolistový spodní semeník má dvě čnělky. Samosprašné květy jsou opylovány hmyzem.
Plod je dvounažka rozpadající se ve zralosti ve dvě žebrovaná merikarpia (semena) asi 1 cm dlouhá. Semena jsou hnědě zbarvená, chutnají hořce a zapáchají po česneku.

## Rozmnožování
Rostliny se rozmnožují semeny. Na plantážích se vysévají do jamek 1,5 cm hlubokých ve sponu 1 m × 1 m. V chladnějším klimatu lze nové rostliny předpěstovat ve skleníku, ale do volné přírody je nutno vysadit co nejdříve, dokud jsou kořeny ještě malé. V prvém roce jsou semenáče choulostivé na mráz, v zimě se doporučuje mulčování.

## Význam

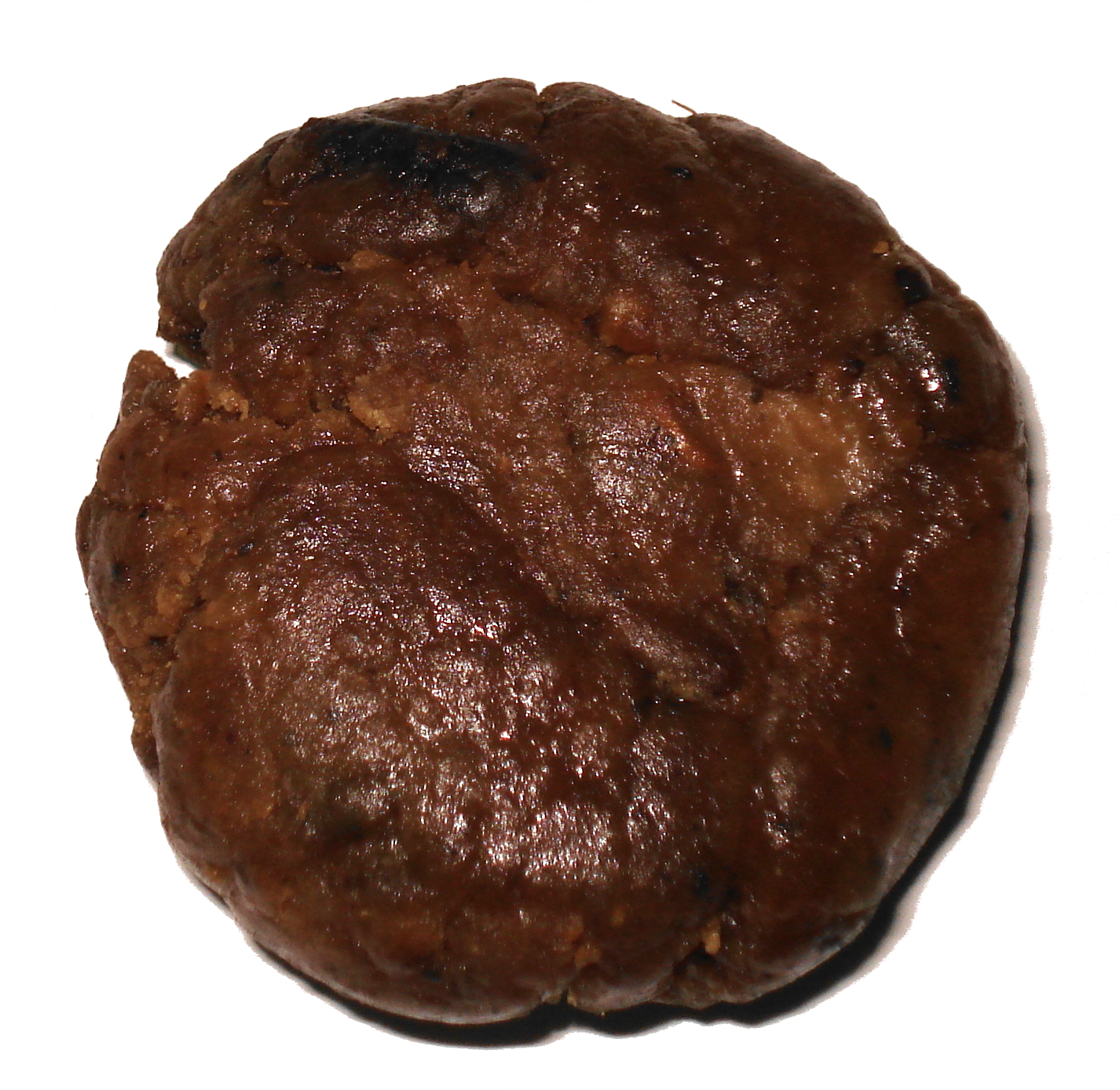
Čertovo lejno

Význam této rostliny spočívá v léčivých účincích klejopryskyřice (obsahující mj. četné silice a kyseliny) získávané ze sekrečních kanálků kořene. Je starobylou látkou používanou ve staročínské i staroindické medicíně. Používá se proti bolestem hlavy, zmírňuje příznaky hysterie a dalších nervových poruch, vegetativní neurózy a neurastenie. Používá se k léčbě popálenin a různých nehojících se ran, zvyšuje odolnost proti nachlazení a posiluje celkovou imunitu.
Pryskyřice je používána také jako koření k ochucení pokrmů z ryb a mnohde chuťově nahrazuje česnek a cibuli. Je pravidelnou součásti vegetariánských jídel, kde napomáhá k jejich stravitelnosti a zamezuje nadýmání. Přestože surová pryskyřice nepříjemně páchne, po tepelné úpravě je i pro Evropany přijatelná. Je jednou ze základních součástí Worcesterové omáčky.